# Hof Hauptbahnhof
Hof Hauptbahnhof Németország Bajorország tartományában található, Hof városban. Az állomás 1880-ban nyílt meg, Georg Friedrich Seidel tervei alapján.

## Forgalom
| Járat     | Útvonal                                                                                         | Ütem         |
| --------- | ----------------------------------------------------------------------------------------------- | ------------ |
| alex Nord | Hof – Marktredwitz – Schwandorf – Regensburg – Landshut (Bay) – München                         | kétóránként  |
| RE 9      | Dresden – Chemnitz – Zwickau (Sachs) – Hof – Marktredwitz – Nürnberg                            | kétóránként  |
| RE 3      | Dresden – Chemnitz – Zwickau (Sachs) – Hof                                                      | kétóránként  |
| RE        | Main-Saale-Express: Hof – Marktschorgast – Lichtenfels / Bayreuth – Nürnberg                    | kétóránként  |
| RE        | Main-Saale-Express: Hof – Neuenmarkt-Wirsberg – Lichtenfels – Bamberg                           | kétóránként  |
| RE        | Hof – Marktredwitz – Weiden (Oberpf) – Schwandorf – Regensburg                                  | négyóránként |
| VB 5      | Hof – Plauen (Vogtl) – Herlasgrün – Reichenbach (Vogtl) – Neumark (Sachs) – Zwickau (Sachs) Hbf | kétóránként  |
| EBx 13    | Hof – Mehltheuer – Zeulenroda unt Bf – Weida – Gera                                             | kétóránként  |
| ag        | Hof – Marktredwitz – Kirchenlaibach (– Bayreuth)                                                | óránként     |
| ag        | Münchberg – Schwarzenbach (Saale) – Hof – Köditz – Selbitz – Naila – Bad Steben                 | óránként     |
| ag        | Hof – Oberkotzau – Rehau – Schönwald – Selb                                                     | óránként     |

## Kapcsolódó vasútvonalak
Az állomást az alábbi vasútvonalak érintik:
- Bamberg–Hof-vasútvonal
- Lipcse-Hof-vasútvonal
- Hof–Bad Steben-vasútvonal